# Geschichte des Tschad
Die Geschichte des Tschad ist die Geschichte des modernen Staates Tschad, der Untergliederung der französischen Kolonie Französisch-Äquatorialafrika, aus der dieser Staat entstanden ist sowie die Geschichte der Völker und Reiche, die vor der Kolonialzeit dort existierten.

## Frühe Geschichte
Das Gebiet des heutigen Staates Tschad besitzt einige der reichsten archäologischen Stätten Afrikas.
2001 wurde in Borkou ein sechs bis sieben Millionen Jahre altes Fossil gefunden, das Sahelanthropus tchadensis benannt und dahingehend gedeutet wurde, dass es an die Wurzel der Hominini stehe, also am Beginn jener Entwicklungslinie, die letztlich zum modernen Menschen führte. 1993 war bereits der ein drei Millionen Jahre alter Unterkiefer entdeckt worden, der zur neuen Art Australopithecus bahrelghazali gestellt wurde.
Während des 7. Jahrtausends v. Chr. war die nördliche Hälfte des Tschad Teil eines breiten Landstreifens, der sich vom südasiatischen Indus bis zum Atlantischen Ozean erstreckte, in dem die ökologischen Bedingungen günstig waren für eine menschliche Besiedlung. Felszeichnungen des „Rundkopf-Stiles“, die in der Region Ennedi gefunden wurden, stammen aus der Zeit vor dem 7. vorchristlichen Jahrtausend. Aufgrund der Werkzeuge, mit denen die Felsen geritzt wurden und der Szenen, die dort abgebildet wurden, dürften diese Felsen die ältesten Zeugnisse neolithischer Materialbearbeitung in der Sahara sein. Viele der Töpfereien und andere Produkte in Ennedi sind älter als vergleichbare Zeugnisse im östlich gelegenen Nildelta.
In der prähistorischen Periode war der Tschad deutlich feuchter als heute, wie Tierbilder in Felszeichnungen in den Regionen Tibesti und in Borkou belegen. Jüngste linguistische Forschungen legen nahe, dass sämtliche afrikanischen Sprachen (mit Ausnahme der Sprache der Khoisan) ursprünglich aus dem Gebiet zwischen dem Tschadsee und dem Niltal stammen. Dennoch ist der Ursprung der Bevölkerung des Tschad unklar. Viele archäologische Stätten sind bisher erst teilweise erforscht.
Nördlich von N’Djamena im Tschad wurden Verhüttungsöfen ausgegraben, deren Datierung ins erste vorchristliche Jahrtausend fällt (700–500 v. Chr.). Damit stellen sie neben den Funden aus Taruga in Zentral-Nigeria die frühesten Belege für Eisenverhüttung in Afrika dar und markieren so den Beginn der Eisenzeit im subsaharischen Afrika.

## Das Zeitalter der großen Reiche, 900–1900

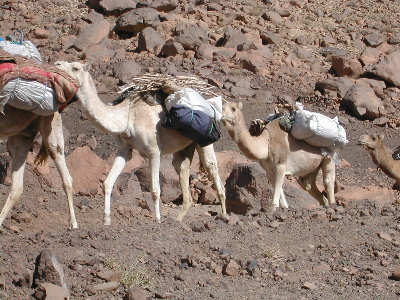
Dromedare waren das Hauptverkehrs- und -transportmittel des Transsaharahandels

Gegen Ende des ersten Jahrtausends begannen sich im gesamten Sahelgebiet zwischen Sahara und tropischem Regenwald Staaten zu bilden. Für die folgenden 1000 Jahre bestimmten diese Staaten, ihre Beziehungen untereinander und ihre Auswirkungen auf die Völker, die in sogenannten „staatenlosen“ (akephalen) Gesellschaften lebten, die politische Geschichte des Gebietes des heutigen Tschad. Umstritten ist, wieweit diese Staaten originär schwarzafrikanische Gründungen waren. Einen gewissen Einfluss dürften in jedem Fall arabisch sprechende Einwanderer und vor allem ihre Religion, also der Islam, bei der Entstehung dieser Staaten gehabt haben. Die meisten dieser Reiche begannen als sakrale Königreiche, in denen der König als göttlich angesehen wurde und ihm spirituelle Kräfte zugeschrieben wurden. Keines dieser Reiche konnte seine Macht allerdings in die südlichen Teile des Tschad ausdehnen, da hier der Regenwald und die Tsetse-Fliege den Einsatz von berittenen Heeren erschwerte. Die ökonomische Basis dieser Reiche bildete der Transsaharahandel. Etliche Reiche kamen und gingen auf dem Gebiet des Tschad innerhalb dieses Jahrtausends. Die wichtigsten und dauerhaftesten waren das Reich von Kanem-Bornu, das Reich von Baguirmi und von Waddai. Über diese Reiche geben uns vor allem die Chroniken der Königshöfe und die Schriften arabischer Händler und Reisender Auskunft.

### Kanem-Bornu
Das Reich von Kanem entstand im 9. Jahrhundert im Nordosten des Tschadsees. Die Herrscher dieses Staates waren die Vorfahren der Kanembu. Gegen Ende des 11. Jahrhunderts konvertierte der König (oder mai) Hummay, ein Angehöriger der Sefuwa-Dynastie, zum Islam. Im folgenden Jahrhundert expandierten die Sefuwa-Herrscher Richtung Süden in die Region Kanem, in der sie auch ihre erste Hauptstadt, Njimi, errichteten. Den Höhepunkt erreichte diese Expansion unter der Herrschaft des Mai Dunama Dabbalemi (ca. 1221–1259).
Ende des 14. Jahrhunderts schwächten interne Kämpfe und Angriffe von außen Kanem. Schließlich zwangen 1396 Bulala-Invasoren den Mai Umar Idrismi Njimi aufzugeben und die Kanembu zogen in das Gebiet der Bornu an das westliche Ende des Tschadsees und gründeten dort ihre neue Hauptstadt Ngarzagamu. Im Lauf der Zeit bildete sich durch Vermischung von Kanembu und Bornu ein neues Volk und eine neue Sprache, das Kanuri.
Kanem-Bornu erreichte den Höhepunkt seiner Macht unter dem Mai Idris Aluma (ca. 1571–1603), der nicht nur militärische Fähigkeiten besaß, sondern auch eine Verwaltungsreform durchführte und für seine Frömmigkeit bekannt war. Durch seine militärischen Leistungen und Reformen blühte das Land bis in die Mitte des 16. Jahrhunderts, als die Macht des Reiches nachließ. Im frühen 19. Jahrhundert war Kanem-Bornu eine Macht im Niedergang und 1808 eroberten Fulbe-Krieger im Rahmen des Dschihad von Usman dan Fodio Ngazarguma. Bornu überstand die Attacke, aber die Sefuwa-Dynastie endete 1846 und das Reich selbst hörte 1893 auf zu existieren.

### Baguirmi
Im 15. Jahrhundert entstand im Südosten von Kanem-Bornu das Reich Baguirmi. Um 1600 übernahm es den islamischen Glauben und wurde zum Sultanat. Später geriet es in Abhängigkeit von Kanem-Bornu, erlangte aber Ende des 16. Jahrhunderts seine Unabhängigkeit zurück, um Mitte des 17. Jahrhunderts wieder tributpflichtig zu werden. Anfang des 19. Jahrhunderts wurde Baguirmi vom nahegelegenen Königreich Wadai militärisch bedroht. Baguirmi widerstand zwar, akzeptierte aber einen tributpflichtigen Status um Wadais Hilfe bei internen Konflikten zu erhalten. Als 1893 die Hauptstadt niedergebrannt wurde, ersuchte der Sultan um den Schutz der Franzosen und das Reich wurde zum französischen Protektorat.

### Wadai
Das Königreich von Wadai entstand im 16. Jahrhundert nordöstlich von Baguirmi als Abspaltung des Reiches Dar Fur in der heutigen Region Darfur. Im frühen 17. Jahrhundert sammelten sich dort verschiedene Gruppen um den islamischen Führer Abd al-Kerim, der die regierende Tunjur-Gruppe mit der damaligen Hauptstadt Ain Farah besiegte und Wadai in ein islamisches Sultanat mit Wara als Hauptstadt umwandelte. Um 1800 begann Wadai unter Sultan Sabun zu expandieren. Eine neue Route Richtung Norden war entdeckt worden und Sabun rüstete königliche Karawanen aus, um von ihr zu profitieren. Er prägte seine eigenen Münzen und importierte Feuerwaffen und militärische Experten aus Nordafrika. Sein Nachfolger war allerdings weniger erfolgreich und Darfur nutzte eine Thronfolgestreitigkeit aus, um seinen eigenen Kandidaten auf den Thron von Wadai zu setzen. Dieser Kandidat Darfurs, Muhammad Sharif, widersetzte sich jedoch bald Darfur und etablierte Wadais Macht über Baguirmi und verschiedene Königreich bis hin zum Fluss Schari. Wadai widersetzte sich bis ins 20. Jahrhundert der französischen Kolonialmacht und wurde von dieser erst 1912 endgültig unterworfen.

## Kolonialzeit 1900–1940

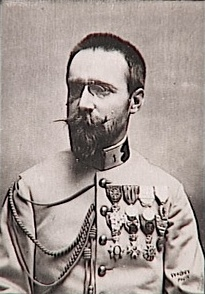
Major Lamy

Die Franzosen begannen erstmals 1891 militärische Expeditionen vor allem gegen muslimische Königreiche im Tschad. Erst am 22. April 1900 wurde die entscheidende Schlacht bei Kousséri zwischen dem französischen Mayor Amédée-François Lamy und dem sudanesischen Kriegsherren Rabih az-Zubayr geschlagen. Beide kamen in dieser Schlacht um.
1905 wurde der Tschad einem Generalgouverneur unterstellt, der in Brazzaville, der Hauptstadt von Französisch-Äquatorialafrika, stationiert war. 1920 erlangte der französische Tschad einen eigenen kolonialen Status, als das Gebiet unter die Hoheit eines Gouverneur-Leutnants gestellt wurde, der in Fort Lamy (heute N’Djamena) stationiert wurde.
Die französische Kolonialherrschaft war durch zwei Dinge gekennzeichnet: das Fehlen jedes politischen Versuchs, das Land zu einen und ein außergewöhnlich geringes Tempo an Modernisierung. Innerhalb des französischen Kolonialreiches rangierte der Tschad ganz weit unten, als Quelle von roher Baumwolle und für ungelernte Arbeitskräfte, die in den „produktiveren“ Kolonien des Südens eingesetzt werden konnten.
Während der Kolonialzeit wurden weite Gebiete des Tschad nicht effektiv regiert, in der großen Präfektur Borkou-Ennedi-Tibesti etwa ließen die wenigen militärischen Verwalter üblicherweise die Bevölkerung allein. Im zentralen Tschad war die französische Herrschaft nur wenig mehr zu bemerken. Nur den Süden des Landes regierten die Franzosen tatsächlich. Wobei zur spürbaren Herrschaft auch die Verpflichtung zur Zwangsarbeit und die Zwangsrekrutierung gehörte.

## Der Weg in die Unabhängigkeit 1940–1960

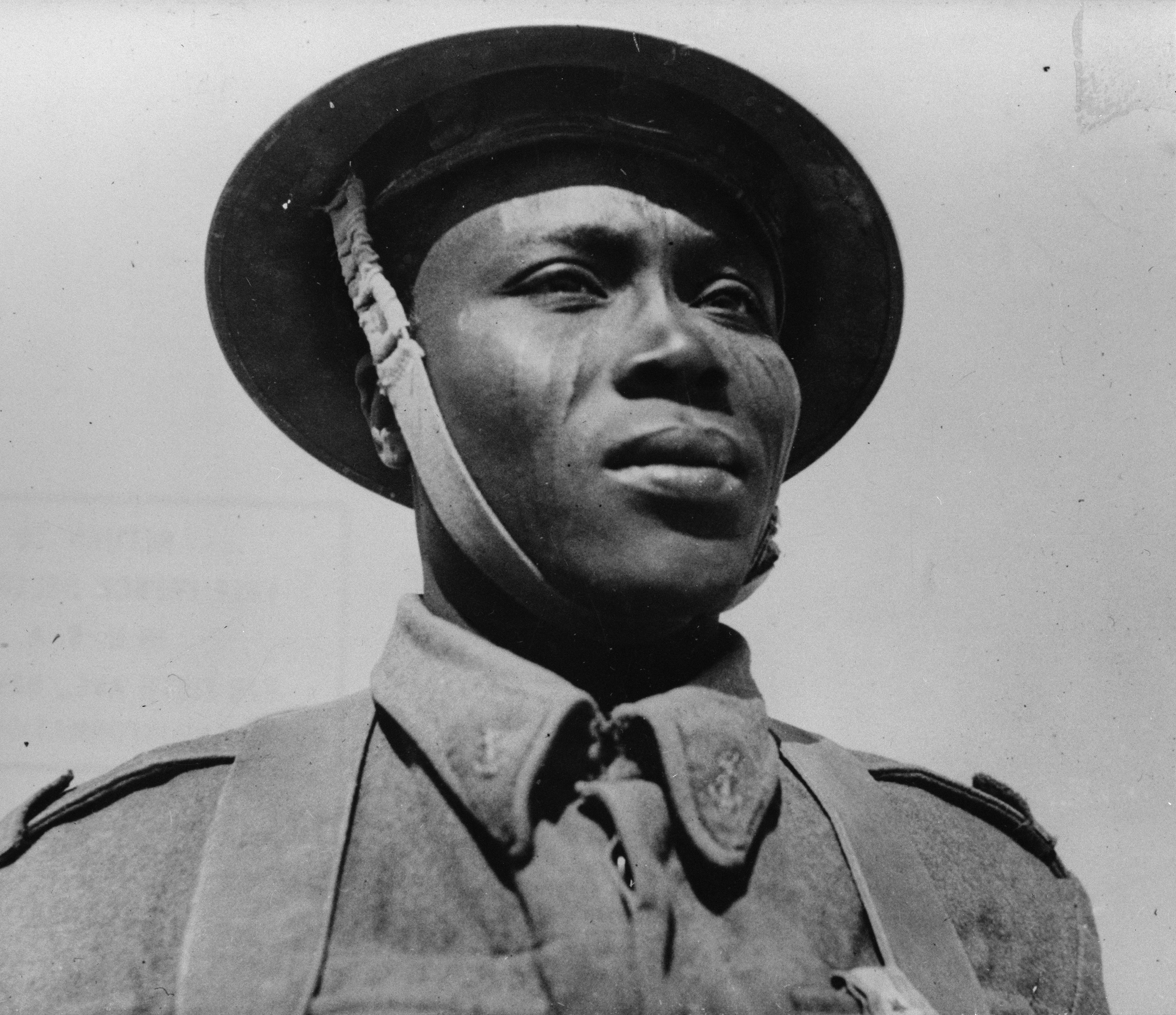
Einer der vielen tschadischen Soldaten, die für das Freie Frankreich während des Zweiten Weltkrieges kämpften.

Während des Zweiten Weltkrieges war der Tschad nach der Niederlage Frankreichs gegen die Deutschen am 26. August 1940 die erste französische Kolonie, die sich dem Freien Frankreich General Charles de Gaulles und den Alliierten anschloss.
Unter der Verwaltung von Félix Éboué, Frankreichs erstem schwarzen Kolonialgouverneur, wurde von Fort Lamy aus eine militärische Einheit, darunter zwei Bataillone von Sarasoldaten, kommandiert von Colonel Leclerc nach Norden geschickt, um die alliierten Kräfte in Libyen zu unterstützen, wo sie die Oase Kufra eroberten und sich am Kampf um Tunesien beteiligt.
Nach dem Krieg entwickelten sich lokale Parteien im Tschad. Den Anfang machte die konservative Demokratische Union des Tschad (UDT), die kommerzielle französische Interessen und einen Block traditioneller einheimischer Führer, überwiegend Muslims und Waddai-Oberschicht, repräsentierte. Mit der Tschadische Fortschrittspartei (PPT) entstand kurz darauf eine radikalere Gruppe, geführt vom späteren Präsidenten François Tombalbaye. Diese Partei gewann die ersten Wahlen vor der Unabhängigkeit. Der Gegensatz von UDT und PPT war nicht nur ein ideologischer, sondern hierin spiegelten sich auch die regionalen Gegensätze innerhalb des Landes. Die PPT repräsentierte den christlichen und „traditionell religiösen“ Süden, die UDT den islamischen Norden.
Am 25. April 1946 wurde von der Konstituierenden Nationalversammlung Frankreichs die Loi Lamine Guèye verabschiedet, nach der ab dem 1. Juni 1946 alle Bewohner der überseeischen Gebiete einschließlich Algeriens denselben Bürgerstatus wie Franzosen in Frankreich oder den überseeischen Gebieten hatten, die Frauen und Männer also auch wählen durften. Das passive Wahlrecht war zwar nicht ausdrücklich im Gesetz genannt worden, aber auch nicht ausgeschlossen. Bei den Wahlen zur Französischen Nationalversammlung  sowie für alle örtlichen Wahlen in ganz Afrika außer Senegal galt bis 1956 ein Zweiklassenwahlrecht. Unter französischer Verwaltung wurde durch die loi-cadre Defferre, die am 23. Juni 1956 eingeführt wurde, das allgemeine Wahlrecht und damit auch das Frauenwahlrecht eingeführt. Dieses wurde bei der Unabhängigkeit 1960 bestätigt.
Nach einem Referendum am 28. September 1958 wurde die Kolonie Französisch-Äquatorialafrika, der der Tschad zugehörte, aufgelöst, und der Tschad wurde ebenso wie die anderen Teile der Kolonie (Gabun, Kongo (Brazzaville) und die Zentralafrikanische Republik) am 28. November 1958 „autonomes Mitglied“ der „Französischen Gemeinschaft“.
Am 11. August 1960 wurde der Tschad unter seinem ersten Präsidenten François Tombalbaye formal unabhängig.

## Die Ära Tombalbayes
Einer der herausragenden Aspekte der Regierung Tombalbayes war sein autoritärer Stil und sein Misstrauen gegenüber der Demokratie. Bereits im Januar 1962 verbot er sämtliche politische Parteien mit Ausnahme seiner eigenen PPT und konzentrierte die gesamte Macht in seinen eigenen Händen. Sein Vorgehen gegen tatsächliche oder vermeintliche Gegner war brutal und füllte die Gefängnisse mit tausenden politischer Gefangener.

Flagge der FROLINAT

Ebenso verheerend war seine anhaltende Diskriminierung der zentralen und nördlichen Landesteile des Tschad, in denen die Regierungsvertreter aus dem Süden bald als arrogant und inkompetent angesehen wurden. Diese Stimmung explodierte schließlich in einer Steuerrevolte in der Präfektur Guéra, die 500 Tote forderte. Im Jahr darauf entstand im benachbarten Sudan die Nationale Befreiungsfront des Tschad (Frolinat), mit dem Ziel, die Herrschaft Tombalbayes und des Südens militärisch zu überwinden. Das war der Beginn eines blutigen Bürgerkrieges. Tombalbaye holte zuerst französische Truppen ins Land, die zwar gewisse Erfolge erzielten, die Rebellion aber nicht ersticken konnten. Schließlich brach er mit den Franzosen und suchte freundschaftliche Verbindungen mit Libyens Präsident Muammar al-Gaddafi, womit er den Rebellen ihren wichtigsten Unterstützer nahm.
Nachdem gewisse Erfolge gegen die Rebellen erreicht waren, benahm Tombalbaye sich zunehmend in solchem Ausmaß irrational und brutal, dass der Konsens mit den südlichen Eliten, die sämtliche Schlüsselpositionen in der Armee, der Verwaltung und der Regierungspartei innehatten, brach. In der Folge unternahmen einige Gendarmerieeinheiten aus N’Djamena am 13. April 1975 einen Putsch, bei dem Tombalbaye getötet wurde.

## Militärherrschaft 1975–1978
Der Putsch, der Tombalbayes Herrschaft beendete, wurde in der Hauptstadt begeistert aufgenommen. Der aus dem Süden stammende General Félix Malloum wurde zum Chef der neuen Junta.
Die Popularität der Militärherrscher hielt nicht lange an. Malloum konnte die FROLINAT nicht besiegen und entschied schließlich, Teile dieser Bewegung in seine Regierung einzubinden. 1978 verband er sich mit dem abtrünnigen FROLINAT-Führer Hissène Habré, der als Premierminister seiner Regierung beitrat.

## Bürgerkrieg 1979–1982

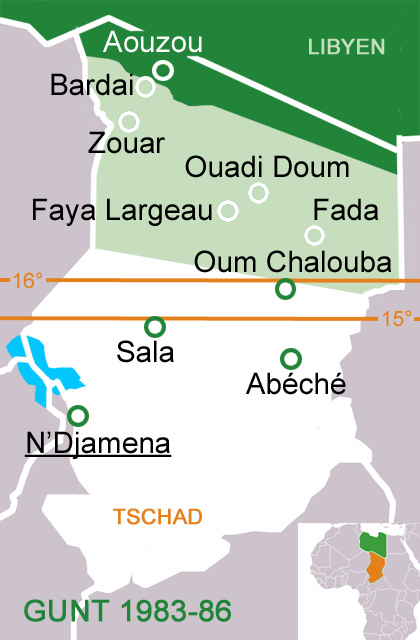
Von Libyen und Verbündeten kontrollierte Gebiete nach dem Scheitern der Unionspläne

Im Februar 1979 eskalierten interne Differenzen innerhalb der Regierung und Minister Habré schickte in der Hauptstadt N’Djamena seine Truppen gegen Malloums Armee. Malloum wurde aus dem Amt gejagt, aber der daraus resultierende Bürgerkrieg zwischen 11 Fraktionen machte die zentrale Regierung nahezu bedeutungslos. An diesem Punkt intervenierten andere afrikanische Regierungen.
Eine Serie von vier internationalen Konferenzen, die zuerst von Nigeria, später von der Organisation der afrikanischen Staaten (OAU) gesponsert wurden, bemühte sich, die Fraktionen des Tschad zusammenzubringen. Auf der vierten Konferenz, die im August 1979 in der nigerianischen Hauptstadt Lagos abgehalten wurde, kam die „Übereinkunft von Lagos“ zustande. Nach dieser Übereinkunft wurde im November desselben Jahres eine Übergangsregierung mit dem Mandat, für 18 Monate zu regieren, gebildet (National Unit Transition Government (GUNT)). Der aus dem Norden stammende Goukouni Oueddei wurde zum Präsidenten ernannt. Colonel Kamougué aus dem Süden wurde Vizepräsident und Habré Verteidigungsminister. Die Koalition erwies sich jedoch als zerbrechlich, und im Januar 1980 brachen erneut Kämpfe zwischen Goukounis and Habrés Truppen aus. Mit libyscher Unterstützung erlangte Goukouni bis zum Jahresende die Kontrolle über die Hauptstadt und andere städtische Zentren. Als Goukouni allerdings im Januar 1981 eine Stellungnahme abgab, dass er einer kompletten Vereinigung mit Libyen zugestimmt habe, geriet er unter erheblichen internationalen Druck. Schließlich sprach er sich für den Abzug aller fremden Truppen aus dem Tschad aus.

## Regierungszeit von Déby
Im Dezember 1990 marschierten bewaffnete Truppen Idriss Débys in N’Djamena ein. Am 28. Februar 1991 wurde ein Mehrparteiensystem eingeführt und Idriss Déby wurde Präsident. Er gewann die Präsidentschaftswahlen 1996, 2001, 2006, 2011, 2016 und 2021; Unregelmäßigkeiten wurden kritisiert. Unter Déby wurden die Beziehungen zu Muammar al-Gaddafi und der Demokratischen Republik Kongo wiederhergestellt.
Als 2006 einige hundert bewaffnete Regierungsgegner in N’Djamena einmarschierten, kam es zu bürgerkriegsähnlichen Zuständen. Die Rebellen wurden mutmaßlich vom Sudan finanziert.
Es gab einen Bürgerkrieg; 2010 wurden die Kämpfer aus dem Tschad vertrieben.

## Übergangsregierung nach Idriss Débys Tod
Idriss Déby starb im April 2021 während eines Truppenbesuchs bei Kampfhandlungen. Daraufhin wurde im Tschad ein militärischer Übergangsrat installiert, der von seinem Sohn Mahamat Idriss Déby präsidiert wird. Er will eine Übergangscharta verkünden als Ersatz der bisher geltenden Verfassung des Tschad. Die bisherige Regierung und die Nationalversammlung wurden aufgelöst. Der Übergangsrat sollte für 18 Monate bestehen bleiben; danach sollte es „neue republikanische Institutionen“ und Neuwahlen geben. Der Übergangsrat ernannte am 26. April 2021 Albert Pahimi Padacké, den letzten Ministerpräsidenten des Tschad vor Abschaffung dieses Amtes, zum Chef der Übergangsregierung.
Nachdem im Oktober 2022 ein von weiten Teilen der Opposition und der Zivilgesellschaft boykottierter „nationaler Dialog“ Débys Mandat als „Übergangs-“ Präsident um zwei Jahre verlängert hatte, was von seinen Kritikern als „dynastische Machtübernahme“ kritisiert wurde, äußerten sich mehrere europäische Botschaften im Tschad, darunter diejenigen Frankreichs, Deutschlands, Spaniens, der Niederlande und der Europäischen Union „besorgt“ über die Verlängerung der Übergangsphase und die Möglichkeit einer definitiven Machtübernahme Débys.